# Qaraçuxur

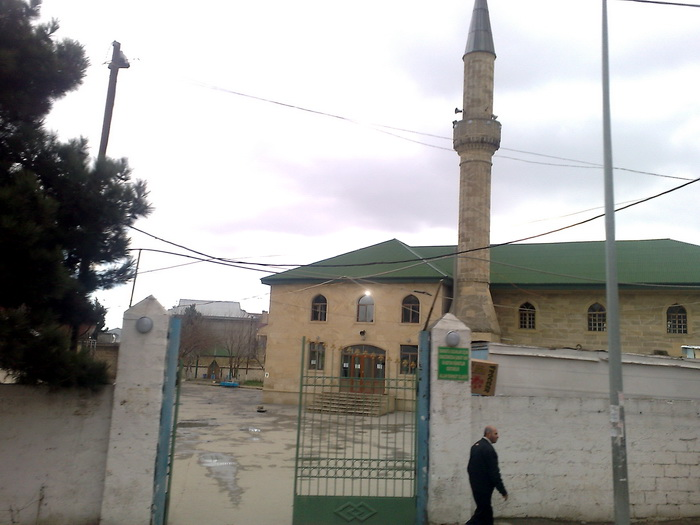

Qaraçuxur est une ville d'Azerbaïdjan, située dans la région de Surakhany, et l'agglomération de Bakou. En 2017, elle compte 85 900 habitants.

## Histoire
La ville est fondée en tant que colonie pétrolifère en 1923 sous le nom de Kaganovitch en l'honneur de l'homme d'état soviétique Lazare Kaganovitch. Elle devient commune urbaine en 1936. Le 31 août 1957, la ville prend comme nom Garachukhur (en russe Кара-Чухур), puis en 1967 est renommée Serebrovsky en l'honneur d'Alexander Serebrovsky (en).
Le 29 avril 1992, elle prend son nom actuel.

## Population
| 1959 | 1970   | 1979   | 1989   | 2011   |
| ---- | ------ | ------ | ------ | ------ |
| 8695 | 10 627 | 13 080 | 46 377 | 79 500 |